# Eriogonum eremicola
Eriogonum eremicola là một loài thực vật có hoa trong họ Rau răm. Loài này được J.T.Howell & Reveal mô tả khoa học đầu tiên năm 1965.